# Invasione giapponese della Thailandia
L'invasione giapponese della Thailandia si svolse l'8 dicembre 1941. Gli scontri furono circoscritti e cessarono dopo poche ore grazie ad un cessate il fuoco concordato tra le parti. La Thailandia doveva sottostare agli accordi presi nei negoziati segreti con il Giappone, che era stato determinante nelle acquisizioni territoriali thailandesi dopo il conflitto con l'Indocina francese di alcuni mesi prima.
L'invasione avvenne a poche ore dall'attacco di Pearl Harbor, con il quale i giapponesi trascinarono gli Stati Uniti nella guerra del Pacifico, teatro orientale della seconda guerra mondiale. I rapporti tra i governi di Bangkok e di Tokyo si distesero subito e la Thailandia divenne un prezioso alleato per i giapponesi, che stazionarono nel Paese fino al termine del conflitto.

## Contesto storico

### Nazionalismo giapponese

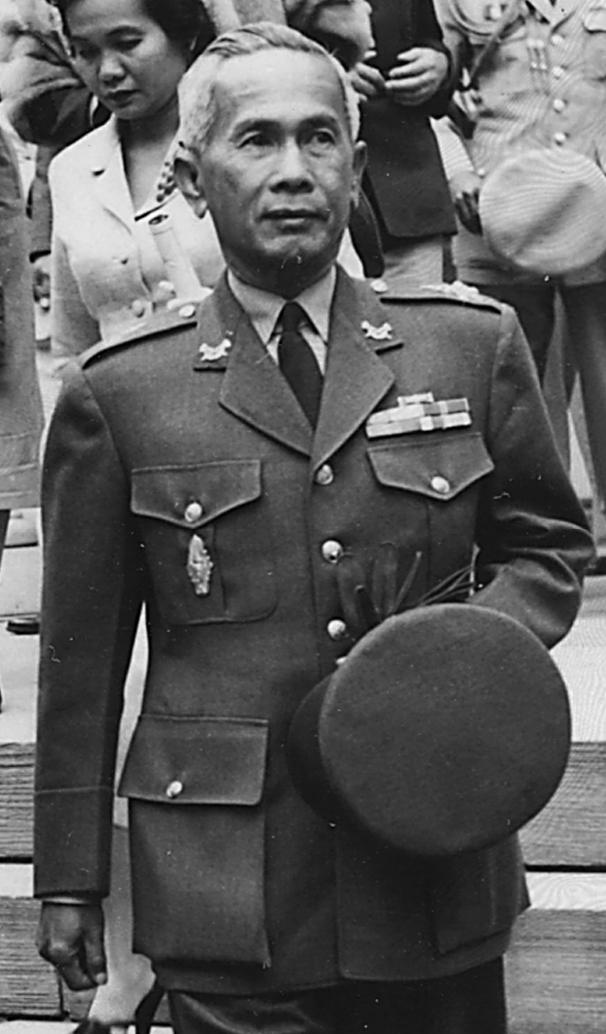
Plaek Phibunsongkhram, meglio conosciuto come Phibun

Nella seconda metà dell'Ottocento, la restaurazione del potere imperiale aveva dato il via a una nuova ondata di nazionalismo in Giappone. Si distinse il membro del buddhismo Nichiren Tanaka Chigaku, il cui concetto hakkō ichiu prevedeva l'unificazione del mondo con l'espansione del potere dell'imperatore del Giappone. I nazionalisti nipponici individuarono quindi la necessità di sostituire il controllo del governo di Tokyo al colonialismo europeo in Asia secondo il concetto del "nuovo ordine nell'Asia orientale" (東亜新秩序?, Tōa Shin Chitsujo).
Nel 1940, tale concetto fu codificato dal primo ministro Fumimaro Konoe con il piano chiamato "sfera di co-prosperità della Grande Asia orientale, che secondo gli intenti della propaganda nazionale doveva porre sotto il "benevolo" controllo giapponese il Manchukuò, la Cina e parte del Sud-est asiatico. La realizzazione del piano prevedeva la liberazione dell'Asia dal colonialismo occidentale e la diffusione di pace e progresso tra i Paesi coinvolti. A tale proposito fu formata in quegli anni un'unità dell'esercito agli ordini del colonnello Yoshihide Hayashi.

### Espansionismo giapponese
Nel 1937 era cominciata la seconda guerra sino-giapponese, che aveva consentito all'esercito imperiale di occupare vasti territori e le maggiori città della Cina, allora dominata da Chiang Kai-shek con l'aiuto degli Stati Uniti. Il conflitto giunse in una fase di stallo e, per bloccare gli aiuti americani in Cina, ebbe inizio nel settembre del 1940 l'occupazione giapponese dell'Indocina, inizialmente limitata al solo Tonchino. Le truppe di Tokyo approfittarono dell'invasione tedesca della Francia nella seconda guerra mondiale, ottenendo il permesso del governo collaborazionista di Vichy per installarsi in Indocina. Il 27 settembre fu sottoscritto a Berlino il patto tripartito tra i governi del Terzo Reich, del Regno d'Italia e dell'Impero giapponese, che definì le aree di influenza di ciascuno dei tre Stati. Gli Stati Uniti annunciarono il mese successivo l'embargo alla vendita dei prodotti petroliferi al Giappone.

### La Thailandia sconfigge i francesi con l'aiuto giapponese
Anche i thai vollero approfittare della crisi francese per riprendersi parte dei territori ceduti ai colonialisti europei al termine della guerra franco-siamese del 1893. Diedero quindi inizio alla fine del 1940 alla breve guerra franco-thailandese, caratterizzata da alcuni scontri in territorio laotiano e cambogiano e dalla battaglia di Koh Chang. L'intervento di Tokyo, che necessitava l'appoggio thai per i futuri piani espansionistici, pose fine al conflitto nel gennaio successivo e fece in modo che alla Thailandia fossero assegnati i territori a cui ambiva.
La nuova situazione creò imbarazzo al primo ministro thai Plaek Phibunsongkhram, che nel giugno precedente aveva firmato un patto di non-aggressione con i britannici. Questi ultimi presero atto dei nuovi rapporti tra i governi di Tokyo e di Bangkok ed iniziarono a preoccuparsi per i propri possedimenti in Birmania e in Malesia. Gli Stati Uniti ritennero impossibile fornire aiuti alla Thailandia dopo il conflitto contro i francesi.

### Ulteriore espansione giapponese nel sud dell'Indocina
Il ministro degli Esteri nipponico Yōsuke Matsuoka firmò il 13 aprile 1941 a Mosca il patto nippo-sovietico di non aggressione, che riduceva la pressione sovietica sulla Manciuria e liberava forze nipponiche per la spinta verso sud. L'inizio dell'invasione tedesca della Russia il successivo 22 giugno provocò una svolta della situazione generale ed impose scelte decisive anche alla dirigenza giapponese. I vertici politico-militari di Tokyo adottarono quindi il piano di espansione nel sud-est asiatico, che prevedeva di non intervenire nella guerra tedesco-sovietica ma di estendere il dominio giapponese a sud per acquisire importanti materie prime strategiche, isolare completamente la Cina e creare la "sfera di co-prosperità della Grande Asia orientale". Il 24 luglio le truppe giapponesi penetrarono in Cocincina, occupando la baia di Cam Ranh e Saigon.
Come risposta, gli Stati Uniti rafforzarono l'embargo a Tokyo sulle forniture di prodotti petroliferi, di minerali e rottami ferrosi e disposero il "congelamento" dei beni giapponesi negli USA, provvedimenti che furono presi immediatamente anche dalla Gran Bretagna e dai Paesi Bassi. Nell'agosto del 1941, la Thailandia si unì alla ristretta cerchia di Paesi che riconoscevano il Manchukuò, lo Stato fantoccio creato da Tokyo con la conquista in Manciuria. La pesante situazione creatasi con l'embargo creò all'interno delle gerarchie militari giapponesi una corrente che spingeva per l'immediata entrata in guerra. Inutili furono i tentativi di far recedere gli Stati Uniti dall'embargo, il primo ministro Fumimaro Konoe fu costretto a presentare le dimissioni e il 18 ottobre 1941 gli succedette il generale Tōjō.

## I giorni che precedettero l'invasione della Thailandia
L'obiettivo primario giapponese era la conquista di Birmania e Malesia, a quel tempo nelle mani dei britannici, e per portarla a termine le truppe imperiali avevano bisogno di passare per la Thailandia. Volevano però evitare un conflitto con le forze armate locali, che avrebbe fatto perdere tempo e annullato il fattore sorpresa.
 Il piano giapponese era visto con favore dal governo nazista tedesco perché avrebbe impegnato i britannici, distogliendoli parzialmente dalla guerra in Europa.
A fine novembre, i britannici vennero a conoscenza di grandi movimenti delle truppe giapponesi nel sud dell'Indocina. Qualche giorno dopo il primo ministro Tōjō espresse i propri dubbi sul permesso dei thailandesi al passaggio delle truppe giapponesi, augurandosi di evitare un conflitto. Negli incontri di quei giorni con i diplomatici giapponesi, Phibunsongkhram chiese che l'esercito imperiale non attraversasse la Thailandia Centrale e concesse il passaggio nell'istmo di Kra, a sud. In cambio gli fu promessa l'annessione di territori ceduti dal Siam ai britannici ad inizio secolo nel nord della Malesia e nello Stato Shan della Birmania. Quello stesso giorno, Phibun informò segretamente i britannici dell'imminente invasione giapponese.
Il 2 dicembre fu stabilito il giorno per gli attacchi che avrebbero dato il via alla guerra del Pacifico. L'invasione di Thailandia e Malesia, denominata "Operazione E", fu assegnata alla flotta di stanza a Sanya, nell'isola cinese di Hainan, che prese il mare il 4 dicembre. Altre truppe e navi partirono dalla baia di Cam Ranh in Indocina.
USA e Regno Unito non erano nella condizione di offrire il proprio aiuto a Bangkok, così il giorno prima dell'invasione Churchill emise un comunicato in cui intimò ai giapponesi di non intraprendere alcuna offensiva in Thailandia:
(Messaggio del Primo Ministro Winston Churchill al primo ministro Plaek Phibunsongkhram)

## Invasione
Le minacce britanniche non fermarono i piani predisposti dal governo di Tokyo. Tra il 7 e l'8 dicembre del 1941, nel giro di poche ore i giapponesi lanciarono attacchi a Thailandia, Filippine, Hong Kong, Guam e soprattutto quello a Pearl Harbor, che provocò l'entrata degli Stati Uniti nel conflitto mondiale e l'inizio della guerra del Pacifico. La Thailandia fu l'unico Paese avvisato dell'imminente attacco, la sera precedente l'ambasciatore giapponese presentò al governo un ultimatum che richiedeva entro due ore l'autorizzazione al passaggio sul suolo thailandese delle truppe nipponiche per le imminenti invasioni di Malesia e Birmania.
Phibun non era presente e non fu quindi data alcuna risposta all'ultimatum; poche ore dopo reparti armati giapponesi sbarcarono in diverse località della costa orientale della penisola malese, mentre altri penetrarono dalle frontiere con l'Indocina agli ordini del generale conte Hisaichi Terauchi.

### Invasione terrestre
Il generale Terauchi inviò la 15ª armata nella provincia di Battambang, allora sotto il dominio thailandese ma contesa da anni con la Cambogia, di cui in seguito entrò a far parte. A guidare le truppe fu posta la divisione di Guardie Imperiali. I giapponesi non incontrarono resistenze e, raggiunta la città di Sisophon, si diressero in direzione nord-ovest procedendo all'interno del distretto di Aranyaprathet, allora appartenente alla provincia di Prachinburi. Si mossero lungo il tracciato della ferrovia di recente costruzione che univa il distretto thai di Aranyaprathet a quello cambogiano di Mongkhol Bourei.

### Incursioni aeree

#### Bangkok
L'aviazione giapponese lanciò una sola bomba nel centro di Bangkok, che colpì le poste centrali ma non esplose. L'evento spinse la polizia locale ad arrestare i giapponesi residenti a Bangkok e si riunì d'urgenza il governo centrale, mentre Phibun era ancora irreperibile. Alcuni ministri proposero di resistere ed eventualmente formare un governo in esilio, ma Phibun finalmente rientrò e convinse il governo a piegarsi alle richieste giapponesi.

#### Don Mueang
L'aviazione giapponese bombardò nella periferia di Bangkok la base dell'aviazione militare annessa all'aeroporto di Don Mueang, distruggendo sei aerei da caccia.

### Sbarchi in Thailandia

#### Chumphon

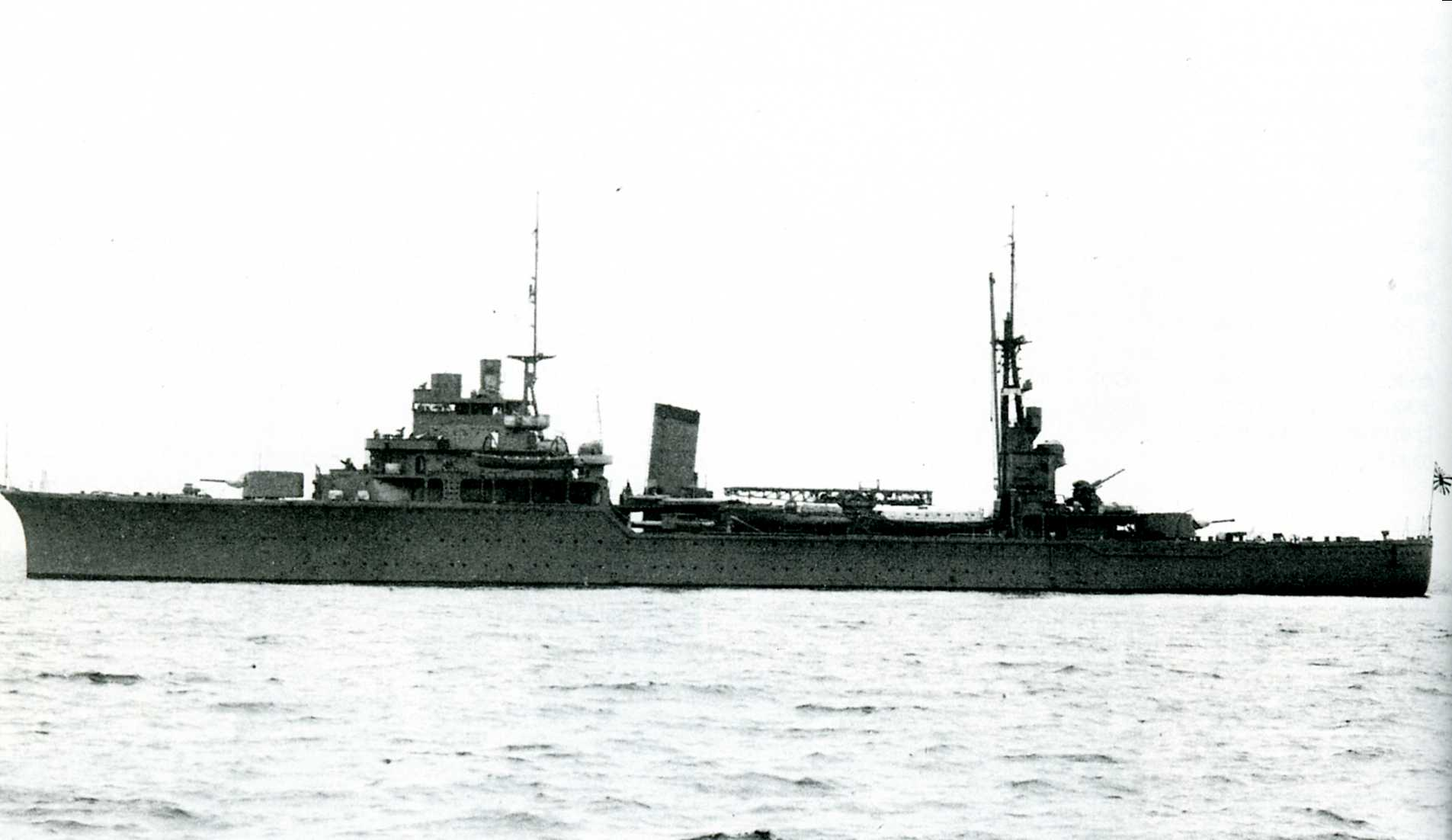
L'incrociatore giapponese Kashii nel 1941

Un battaglione e un reggimento giapponesi sbarcarono da due navi a Chumphon la mattina dell'8 dicembre e si attestarono su un'area nei pressi del punto di sbarco. Furono attaccati da un'unità di addestramento reclute dell'esercito, un battaglione di fanteria e dalla polizia provinciale di Chumphon. Gli scontri ebbero fine nel pomeriggio, quando i thai ricevettero l'ordine di un cessate il fuoco. Fra i thai persero la vita un capitano, alcuni poliziotti e alcuni civili.

#### Nakhon Si Thammarat
Nella notte del 7 dicembre, tre navi giapponesi di trasporto truppe gettarono le ancore al largo di Nakhon Si Thammarat. Poco dopo la mezzanotte, 1 500 militari e 50 camion di un reggimento di fanteria, un reggimento dell'aviazione (con un'unità di segnalatori per gli aerei) e una compagnia di operai addetti alle costruzioni sbarcarono nel canale Tha Phae. Tale sito era nei pressi del Campo Vajiravudh, quartier generale di una divisione e un battaglione di fanteria thailandesi. I militari thai erano stati informati dello sbarco giapponese a Songkhla e subito diedero battaglia. Gli scontri si protrassero fino a mezzogiorno, quando il primo ministro Phibun diede l'ordine del cessate il fuoco.

#### Prachuap Khiri Khan

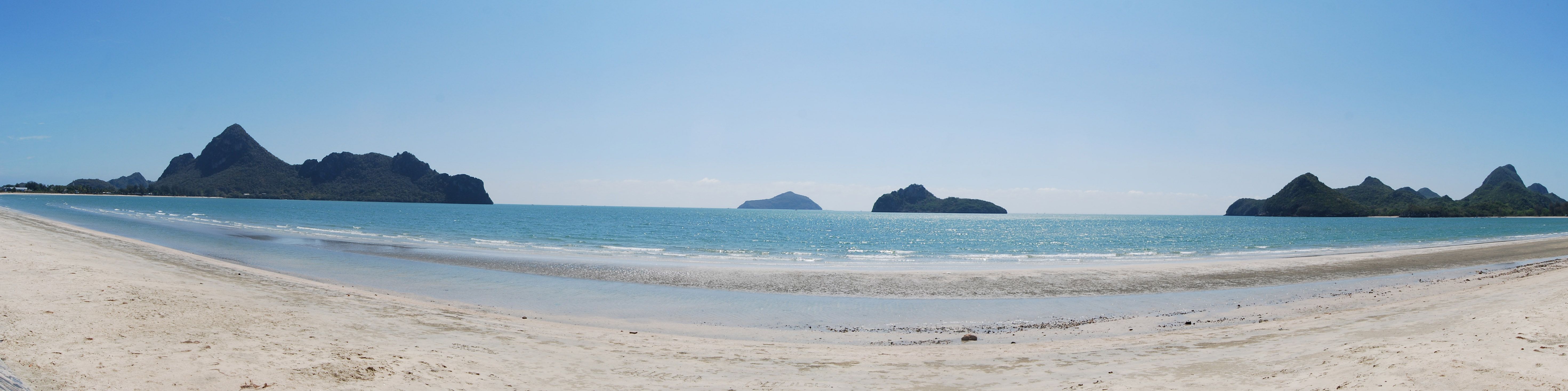
Ao Manao (baia dei limoni), teatro dello sbarco giapponese e degli scontri nella zona di Prachuap

Un battaglione e un reggimento di fanteria giapponese sbarcarono da una nave a Prachuap Khiri Khan e, dopo uno scontro con la polizia locale, occuparono la città. Altri sbarchi ebbero luogo nei pressi del campo d'aviazione, dove aveva il quartier generale uno stormo dell'aviazione militare thailandese. I giapponesi assediarono la struttura che fu difesa dagli aviatori con la collaborazione della polizia provinciale. Anche qui gli scontri ebbero fine a mezzogiorno con il cessate il fuoco ordinato da Bangkok. Fonti giapponesi hanno stimato a 115 i militari giapponesi che persero la vita negli scontri di Prachuap, mentre fonti thai hanno stimato che i giapponesi morti siano stati 217 e che oltre 300 siano stati i feriti. Nelle file thailandesi, 37 furono i morti e 27 i feriti.

#### Samut Prakan
Nelle prime ore dell'8 dicembre, un battaglione della Guardia imperiale giapponese sbarcò a Samut Prakan con l'ordine di occupare Bangkok. Fu affrontato da un piccolo contingente di polizia locale che scongiurò la battaglia e convinse i giapponesi a rinunciare al loro proposito in attesa dei negoziati di pace.

#### Surat Thani
Nelle prime ore dell'8 dicembre, una compagnia di fanteria giapponese sbarcò nei pressi di Surat Thani e marciò sulla città, dove fu affrontata dalla polizia e da volontari civili. I combattimenti durarono fino al pomeriggio, quando i thai ricevettero l'ordine di deporre le armi. Secondo stime locali, furono 17 o 18 i thai che persero la vita. I giapponesi marciarono quindi su Bangkok, dove fissarono il proprio quartier generale nell'edificio della Camera di Commercio della chinatown di Sampeng, nei pressi di Yaowarat.

#### Pattani
Data la sua vicinanza al confine con la Malaysia, Pattani fu il secondo obiettivo più importante della 25ª armata dell'esercito imperiale. Le truppe furono trasportate da 5 navi e scortate da 2 cacciatorpediniere. Lo sbarco avvenne malgrado le condizioni proibitive del mare. I giapponesi si trovarono a combattere contro un battaglione di fanteria, la polizia provinciale e un'unità di addestramento reclute. Gli scontri cessarono a mezzogiorno con il cessate il fuoco. I thai persero 42 tra militari e civili negli scontri.

#### Songkhla
Anche il porto di Songkhla fu uno dei principali obiettivi della 25ª armata giapponese. Nelle prime ore dell'8 dicembre, 3 reggimenti sbarcarono da 10 navi da trasporto protette da 2 cacciatorpediniere. Una guarnigione di soldati thai occupò subito postazioni lungo la strada che conduce in Malesia, ma furono costretti a ritirarsi in una posizione meno nevralgica dall'avanzata giapponese. Altri scontri si registrarono a Hat Yai. I thai persero 15 militari ed ebbero alcune decine di feriti. Anche in questa zona gli scontri ebbero fine con il cessate il fuoco ordinato a mezzogiorno.

### Sbarco in Malesia
Gli sbarchi a Songkhla e a Pattani avevano come fine l'invasione della Malesia. Mentre erano in corso, altre truppe della 25ª armata giapponese furono sbarcate nel nord della Malesia, nella città di Kota Bharu nei pressi del confine thai.

### Resa thailandese
Nelle prime ore del mattino Phibun riunì il Consiglio dei ministri, subito fu chiesto un cessate il fuoco e fu dato il permesso richiesto dai giapponesi.

## Conseguenze
I successi iniziali ottenuti ovunque dall'Esercito imperiale convinsero Phibun che la guerra sarebbe stata vinta dal Giappone e, il 21 dicembre, firmò un patto di alleanza con i rappresentanti di Tokyo. Il successivo 25 gennaio, il governo di Phibun dichiarò guerra a Stati Uniti e Regno Unito. Queste decisioni provocarono grandi proteste tra i ministri civili; con il rimpasto di governo che avvenne a dicembre, Phibun si pose a capo anche del dicastero degli Esteri, i civili furono allontanati dall'esecutivo e in particolare il progressista Pridi Banomyong, il quale fu spostato all'ufficio di reggenza del giovane sovrano Rama VIII. I ministri esautorati si unirono al movimento Seri Thai (Thailandia libera), già formatosi in funzione anti-giapponese presso alcune ambasciate thai all'estero.
L'occupazione giapponese portò a un'ulteriore militarizzazione del Paese e i vertici dell'esercito furono fieri di collaborare, convinti che il progetto dei propri alleati per la formazione di una sfera di co-prosperità della Grande Asia orientale avrebbe posto la Thailandia in una posizione di privilegio e avrebbe allontanato per sempre la minaccia dell'Occidente. La politica di Phibun trovò molti sostenitori tra i nazionalisti, che sognarono il ritorno del Paese agli splendori dei primi regni della dinastia Chakri.

### Invasione della Birmania

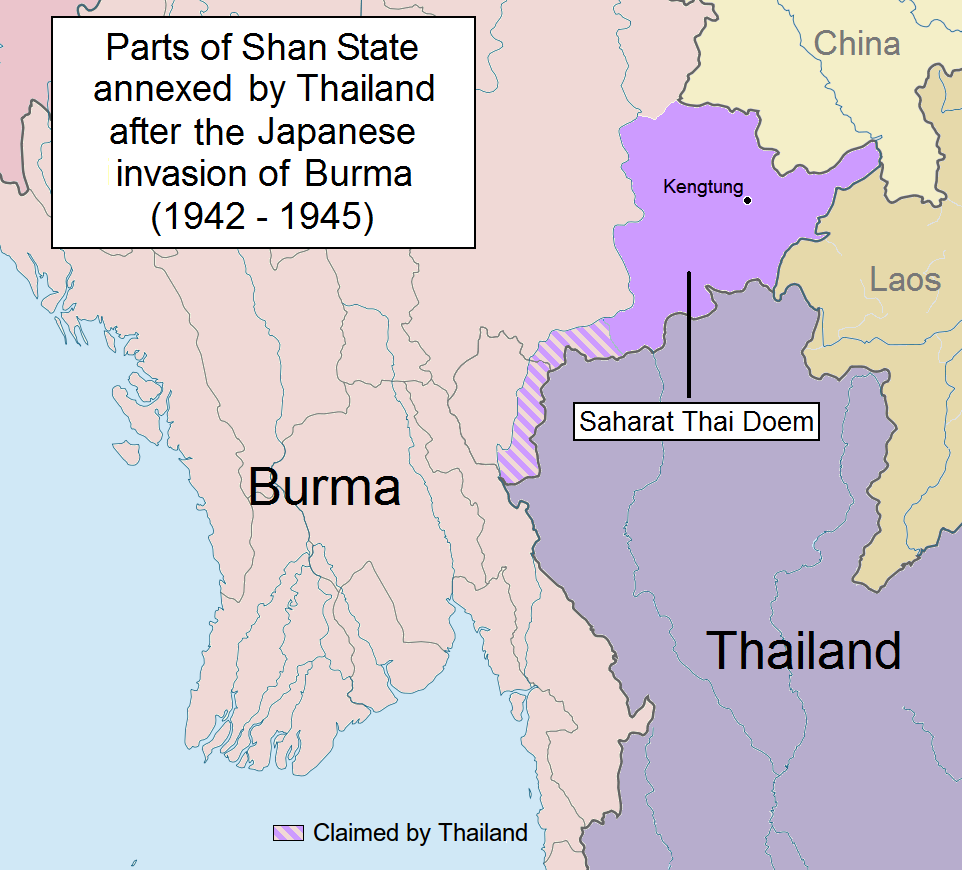
Territori Shan annessi dalla Thailandia con l'invasione della Birmania

Le forze giapponesi entrarono in Birmania nel gennaio del 1942 dalla zona meridionale del Tenasserim, in marzo occuparono la capitale Rangoon e bloccarono i rifornimenti britannici alla Cina, insediandosi in un Paese ricco di materie prime. Resero quindi possibile l'invasione del sud-ovest della Cina, che sarebbe quindi stata presa in una morsa, nonché un futuro attacco all'India britannica. In virtù del trattato di alleanza, le truppe thailandesi entrarono nei territori sud-orientali dell'odierno Stato Shan nel maggio successivo, occuparono la zona e si attestarono nell'antica città di Kengtung.
Quando le sorti del conflitto iniziarono a volgere in favore degli Alleati, i giapponesi ricompensarono i thai riconoscendone la sovranità su due degli Stati degli shan, un traguardo storico tentato molte volte ma mai riuscito ai regni siamesi. Lo stesso trattato affidava al governo di Bangkok l'amministrazione dei sultanati settentrionali malesi di Kedah, Kelantan, Perlis e Terengganu, ceduti dal Siam all'espansionismo britannico intorno all'inizio del XX secolo. Le nuove conquiste aumentarono ulteriormente la popolarità di Phibun tra i nazionalisti. Il Giappone affidava ai thai la supremazia sul ricco Sud-est asiatico, leader a quel tempo dei mercati mondiali della gomma e dello stagno.

### Problemi legati all'occupazione giapponese
L'economia thailandese era invece vicina alla bancarotta. Oltre ad aver praticamente azzerato le esportazioni, il Paese doveva farsi carico delle spese per mantenere il grande esercito imperiale. Gli oltre 50 000 soldati giapponesi prendevano tutto ciò di cui avevano bisogno senza pagare, trattando male i locali e creando malcontento. Vi erano inoltre da sostenere le spese di guerra, tra le quali la costruzione di grandi strade nel nord-ovest per agevolare il passaggio delle truppe di occupazione dirette alla conquista della Birmania. I bombardamenti alleati su Bangkok, iniziati con l'entrata in guerra, si intensificavano. Tra il 1938 e la fine del 1942, il costo della vita era raddoppiato. Cominciarono a mancare generi di prima necessità.
Il movimento anti-giapponese Seri Thai continuava intanto a organizzarsi sia dentro che fuori dai confini nazionali. Procedeva l'addestramento di guerriglieri all'estero, mentre Pridi allargava la base in Thailandia e intesseva relazioni con i movimenti di liberazione creatisi in quegli anni nei Paesi vicini, in particolare con le forze vietnamite dei Viet Minh e i ribelli laotiani legati al principe Souphanouvong.

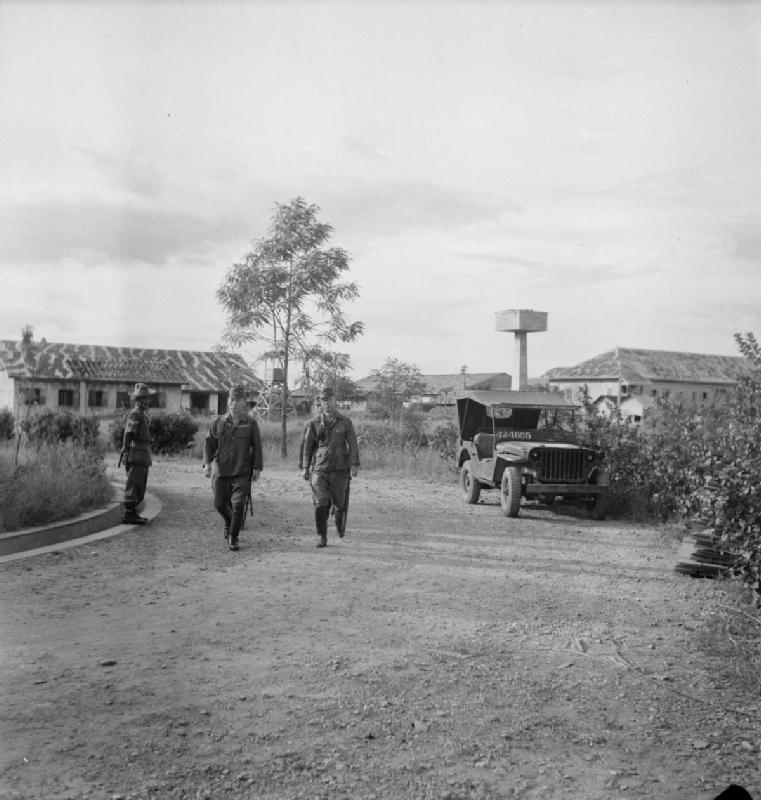
Ufficiali dell'Esercito imperiale si recano all'incontro con i vertici in Thailandia dello US Army per discutere la resa

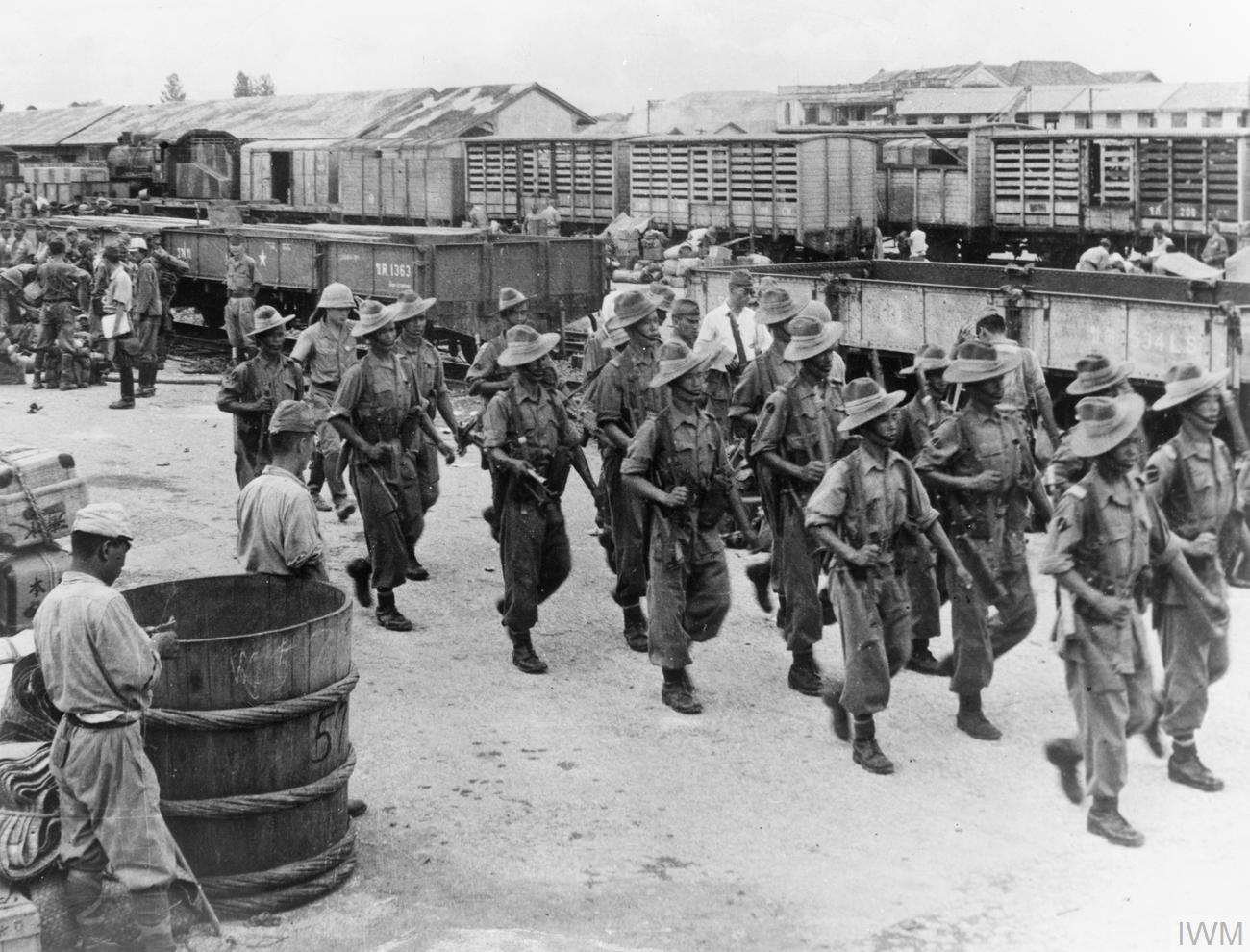
Bangkok, 1945. Pattuglie gurkha ispezionano i prigionieri giapponesi che stanno per essere trasferiti nei campi di prigionia fuori città

## Fine dell'occupazione giapponese
Le sconfitte della Germania, la resa dell'Italia e l'avanzata degli Alleati in Europa avevano determinato una svolta del conflitto le cui sorti cominciarono a volgere in favore degli Alleati anche in Asia. Gli eventi negativi per il Giappone del 1944 costrinsero alle dimissioni il primo ministro Tōjō, principale alleato di Phibun. Quest'ultimo aveva cercato invano di conciliarsi con gli Alleati e aveva quindi proposto al Parlamento di fortificare la nuova città di Phetchaboon, lontana dal mare e in mezzo alla giungla, che si sarebbe prestata meglio di Bangkok a resistere ad un'invasione. Al rifiuto del Parlamento, Phibun presentò le dimissioni da primo ministro, confidando che sarebbero state respinte. Ma nella commissione che le valutò vi era Pridi, il quale fece in modo che fossero accettate nel luglio del 1944.
Il mese successivo fu eletto primo ministro Khuang Aphaiwong, un conservatore che segretamente appoggiava l'ancora clandestino Seri Thai. Uno dei primi provvedimenti fu la liberazione di molti prigionieri politici. Tra gli impegni di Pridi in quel periodo, oltre che mobilitare gli studenti delle università Thammasat e Chulalongkorn contro gli invasori, vi fu un grande lavoro per riabilitare la Thailandia agli occhi degli Alleati. Fece anche istituire corsi di addestramento per la polizia, facendo credere ai giapponesi che servissero per fronteggiare una possibile invasione Alleata. Con la resa del Giappone dell'agosto 1945, vi fu l'immediato ritiro delle truppe imperiali giapponesi.